# 傑賓河
傑賓河是俄羅斯的河流，由马加丹州負責管轄，河道全長248公里，流域面積約5,530平方公里，最終注入科雷馬河，河水主要來自融雪和雨水。